# Aljustrel (Fátima)
För andra betydelser, se Aljustrel (olika betydelser).
Aljustrel är en plats i Fátima, Ourém, Portugal. Den ligger ungefär 2 km från Fátima centrum och 3 km från Cova da Iria, där Jungfru Maria skall ha visat sig får tre barn 1917 och där man nu finner Sanktuariet i Fátima.

## Personer från Aljustrel
- Francisco Marto
- Jacinta Marto
- Lúcia dos Santos